# ジョシュ・ローゼン
ジョシュア・バリンジャー・リッピンコット・ローゼン（Joshua Ballinger Lippincott Rosen、1997年2月10日 - ）は、アメリカ合衆国カリフォルニア州のマンハッタンビーチ出身のアメリカンフットボール選手。ポジションはクォーターバック（QB）。

## 経歴

### プロ入り前
ローゼンが入学した2015年のUCLAでは、それまで3年間先発QBを務めていたブレット・ハンドリーがプロ入りし、QBに大きな穴ができた。春そして夏の練習での先発QB争いに勝ったローゼンは開幕前の8月26日、先発QBに指名された。
開幕戦では、351ヤード、3TDを投げ、34-16でヴァージニア大学に勝利した。ローゼンは赤シャツ経験のない1年生として初めてUCLAの開幕先発QBを務めた選手となった。その年は大きな活躍をみせ、数々の賞を受賞した。
2年次の2016年シーズンは、シーズン途中で肩を負傷し、わずか6試合の出場にとどまった。
3年次の2017年シーズンは、開幕戦でテキサスA&M大学と対戦した。この試合で491ヤード、4TDを投げ、一時34点差をつけられていたところを、第4Q残り48秒で逆転し、45-44で勝利した。34点差の逆転はチーム史上最多、FBS史上2番目の点差となった。この年は度重なる脳震盪に苦しみながらも、3,756ヤード、26TD、10INTを投げ、"Chosen Rosen"（選ばれしローゼン）、"Chosen One"（選ばれし者）などと称された。

### アリゾナ・カージナルス
2018年1月3日、ローゼンは2018年のNFLドラフトにエントリーすることを発表した。
ローゼンはアリゾナ・カージナルスから1巡全体10位で指名された。このドラフトではベイカー・メイフィールド、サム・ダーノルド、ジョシュ・アレンに続いて4番目に選ばれたQBとなった。2018年5月10日、カージナルスと4年1784万ドルの契約を結んだ。トレーニングキャンプではマイク・グレノンとの2番手QB争いに勝利した。そして2018年シーズンの第3週シカゴ・ベアーズ戦で、試合途中にサム・ブラッドフォードに代わって出場し、36ヤード、1INTを投げた。
その後先発に昇格し、14試合で2,278ヤード、11TD、14INTを投げた。チームは3勝13敗でリーグ最下位に終わった。

### マイアミ・ドルフィンズ
2019年4月26日、2019年ドラフトで全体1位指名権を有していたカージナルスは、QBカイラー・マレーを指名した。ローゼンは2019年ドラフト2巡指名権、2020年ドラフト5巡指名権と引き換えにマイアミ・ドルフィンズへトレードされた。開幕戦ではライアン・フィッツパトリックの控えとなることが発表されたが、開幕2連敗を喫したところでローゼンが先発に抜擢された。その後3試合に先発するが勝ち星を得ることはできず、第7週のビルズ戦からは再びフィッツパトリックの控えに回った。オフにドルフィンズがドラフトでQBのトゥア・タゴヴァイロアを指名したため、ローゼンはトレード要員に回され、チームからリリースされた。

### サンフランシスコ・49ers
2020年9月にタンパベイ・バッカニアーズのプラクティス・スクワッド入りしたが、12月にジミー・ガロポロ、ニック・マレンズを怪我で欠きQB不足に陥っていたサンフランシスコ・フォーティナイナーズに移籍した。ローゼンはシーズン終盤の2試合でアクティブロースターに入っていたが、出場機会は無かった。2021年2月8日、49ersはローゼンの1年契約延長にサインしたが、同年8月17日、49ersからウェイバーにかけられた。

### アトランタ・ファルコンズ
マット・ライアンの控えQBA・J・マカロンがアキレス腱を断裂したアトランタ・ファルコンズと8月24日に契約した。シーズンではマット・ライアンの控えとして4試合に出場した。

### ファルコンズ退団後
2022年7月21日にクリーブランド・ブラウンズと1年契約を結んだ。同年8月30日の最終ロースターカットで53人の中に残ることができなかった。9月1日にプラクティス・スクワッド契約を結んだが、10月10日にブラウンズから解雇された。
同年12月20日にミネソタ・バイキングスとプラクティス・スクワッド契約を結んだが、出場試合はなく、シーズン終了後に契約満了となった。

## 年度別成績
| 年度   | チーム | 試合 | 試合 | 試合              | パス      | パス      | パス      | パス        | パス             | パス | パス | パス          | ラン      | ラン        | ラン             | ラン | 被サック | 被サック      | ファンブル | ファンブル    |
| 年度   | チーム | 出場 | 先発 | 先発出場 試合勝敗 | 成功 回数 | 試投 回数 | 成功 確率 | 獲得 ヤード | 平均 獲得 ヤード | TD   | Int  | レイテ ィング | 試行 回数 | 獲得 ヤード | 平均 獲得 ヤード | TD   | 回数     | ロスト ヤード | 回数       | ロスト ヤード |
| ------ | ------ | ---- | ---- | ----------------- | --------- | --------- | --------- | ----------- | ---------------- | ---- | ---- | ------------- | --------- | ----------- | ---------------- | ---- | -------- | ------------- | ---------- | ------------- |
| 2018   | ARI    | 14   | 13   | 3−10              | 217       | 393       | 55.2      | 2,278       | 5.8              | 11   | 14   | 66.7          | 23        | 138         | 6.0              | 0    | 45       | 320           | 10         | 5             |
| 2019   | MIA    | 6    | 3    | 0−3               | 58        | 109       | 53.2      | 567         | 5.2              | 1    | 5    | 52.0          | 3         | 13          | 4.3              | 0    | 16       | 93            | 1          | 0             |
| 2020   | TB     | 0    | 0    | —                 | DNP       | DNP       | DNP       | DNP         | DNP              | DNP  | DNP  | DNP           | DNP       | DNP         | DNP              | DNP  | DNP      | DNP           | DNP        | DNP           |
| 2020   | SF     | 0    | 0    | —                 | DNP       | DNP       | DNP       | DNP         | DNP              | DNP  | DNP  | DNP           | DNP       | DNP         | DNP              | DNP  | DNP      | DNP           | DNP        | DNP           |
| 2021   | ATL    | 4    | 0    | —                 | 2         | 11        | 18.2      | 19          | 1.7              | 0    | 2    | 0.0           | 0         | 0           | 0.0              | 0    | 0        | 0             | 0          | 0             |
| 2022   | CLE    | 0    | 0    | —                 | DNP       | DNP       | DNP       | DNP         | DNP              | DNP  | DNP  | DNP           | DNP       | DNP         | DNP              | DNP  | DNP      | DNP           | DNP        | DNP           |
| 2022   | MIN    | 0    | 0    | —                 | DNP       | DNP       | DNP       | DNP         | DNP              | DNP  | DNP  | DNP           | DNP       | DNP         | DNP              | DNP  | DNP      | DNP           | DNP        | DNP           |
| Career | Career | 24   | 16   | 3−13              | 277       | 513       | 54.0      | 2,864       | 5.6              | 12   | 21   | 61.1          | 26        | 151         | 5.8              | 0    | 61       | 413           | 11         | 5             |